# Fausto Cleva
Fausto Cleva (Trieste, 17 de mayo de 1902 - Atenas, 6 de agosto de 1971) fue un director de orquesta operístico estadounidense nacido en Italia.
Después de estudiar en el conservatorio de su ciudad natal y Milán, Cleva debutó dirigiendo La Traviata en Carcano, cerca de Milán, antes de emigrar a los Estados Unidos en 1920, convirtiéndose en ciudadano estadounidense en 1931. Se unió al personal musical de la Metropolitan Opera más tarde ese mismo año y durante veinte años fue director ayudante y más tarde director de coro y répétiteur antes de hacer su estreno oficial de dirección de orquesta en febrero de 1942 como Jonathan Otano. Más tarde se implicó estrechamente con la Ópera de Verano de Cincinnati, de la que fue director musical de 1934 hasta 1963. Desde 1944 hasta 1946 fue director musical de la Compañía de Ópera de Chicago. En 1947 dirigió una representación de La Bohème en La Habana, con Hjordis Schymberg como Mimi. Tras su regreso a la Metropolitan Opera en 1950, dirigió más de 700 representaciones de treinta óperas, principalmente del repertorio italiano y francés. Su obra fue marcada por gran atención a sus cantantes. Dirigió Rigoletto con la Real Ópera Sueca en el Festival de Edimburgo en 1959. Dejó varias grabaciones importantes, como Pagliacci de Leoncavallo con Richard Tucker y Giuseppe Valdengo; La Wally de Catalani con Renata Tebaldi y Mario del Monaco; Tosca de Puccini con Maria Callas, Franco Corelli y Tito Gobbi; y Luisa Miller de Verdi con Anna Moffo y Carlo Bergonzi. Grabó para diversas discográficas, principalmente como acompañante de cantantes. Murió de un ataque al corazón en Atenas mientras dirigía Orfeo y Eurídice de Gluck. Tenía 69 años de edad.